# Jimara plamista
Jimara plamista är en insektsart som beskrevs av Irena Dworakowska 1977. Jimara plamista ingår i släktet Jimara och familjen dvärgstritar.
Artens utbredningsområde är Sudan. Inga underarter finns listade i Catalogue of Life.